# Cassagnes-Bégonhès
Cassagnes-Bégonhès è un comune francese di 965 abitanti situato nel dipartimento dell'Aveyron nella regione dell'Occitania.

## Storia

### Simboli
Lo stemma è stato adottato con delibera del consiglio comunale del 10 ottobre 1953 e riunisce i blasoni dei conti de Rodez, dei conti d'Armagnac e dei Calmont de Plantcage.

## Società

### Evoluzione demografica
Abitanti censiti